# Libor Ježek
Libor Ježek (* 13. srpna 1961 Varnsdorf) je český politik, člen Občanské demokratické strany, koncem 90. let 20. století a v první dekádě 21. století poslanec Poslanecké sněmovny za Liberecký kraj.

## Vzdělání, profese a rodina
Po maturitě v roce 1980 v oboru měřící a automatizační technika na SPŠ elektrotechnické v Liberci vystudoval ekonomiku a řízení elektrotechnického průmyslu na ČVUT v Praze.
Po promoci v roce 1985 nastoupil do ZSE Elektro-Praga s.p. v Jablonci nad Nisou na pozici vedoucího informační soustavy, v období 1991 - 1993 působil ve funkci ředitele Finančního ředitelství v Tanvaldě. V letech 1993 - 1995 šéfoval ekonomickému oddělení firmy Jablotron s.r.o., kde v letech 1995 - 1998 byl společníkem. Mezi lety 1990 - 1992 vlastnil soukromou autoškolu. V letech 1995 - 1996 pracoval jako daňový poradce a roku 1997 byl jmenován auditorem.
Je ženatý, má dvě děti.

## Politická kariéra
Roku 1998 vstoupil do ODS. Ve volbách v roce 1998 byl zvolen do poslanecké sněmovny za ODS (volební obvod Severočeský kraj). Mandát obhájil ve volbách v roce 2002 a volbách v roce 2006. Ve sněmovně zasedal do voleb v roce 2010. V letech 1998-2006 byl členem sněmovního rozpočtového výboru, v letech 2006-2010 zasedal ve výboru kontrolním (i jeho místopředseda) a výboru organizačním. Ve volbách 2010 svůj mandát neobhajoval.
V komunálních volbách roku 2002 a komunálních volbách roku 2006 byl za ODS zvolen do zastupitelstva města Tanvald.
V letech 2001 - 2002 byl členem Dozorčí rady České konsolidační agentury.